# Ciríaco de Roma
Ciríaco de Roma é um mártir cristão perseguido e morto por ordem de Diocleciano, sendo um dos vinte e sete santos católicos a usarem este nome. É um dos Catorze santos auxiliares. São Ciríaco é venerado pela cristandade e seu dia consagrado é 8 de agosto. São profundos os estudos sobre sua vida e seu ministério.

## Vida
De acordo com a tradição cristã, Ciríaco era um nobre romano que após se converter ao cristianismo decidiu doar todos os seus bens materiais aos pobres e passou a evangelizar os escravos que trabalhavam na construção das Termas de Diocleciano.  Sob o governo de Maximiano, Ciríaco foi perseguido e decapitado na Via Salária no ano de 303.
Ciríaco também exorcizou Atermia, filha de Diocleciano fato que resultou na conversão dela e de sua mãe, Serena. Outra menina a ser exorcizada por Ciríaco foi Jobias, filha de Sapor I fato que resultou na conversão de toda a família real persa.